# High School Musical 2
High School Musical 2 er en efterfølger til den succesfulde film High School Musical. High School Musical 2 er endnu en Disney Channel Original Movie. Filmen blev vist første gang 17. august 2007 på den amerikanske Disney Channel. Filmen blev vist 5. oktober 2007 på den danske Disney Channel. 

## Personer

### Hovedpersoner
- Zac Efron som Troy Bolton, er den mandlige protagonist i filmen. Han er den mest populære fyr i East High School og anføreren af basketball holdet. Han er blevet kærester med Gabriella Montez. Sammen med de fleste fra East High, tager han et sommerjob hos Lava Springs, en country klub som Sharpay og Ryan Evans forældre ejer. I løbet af sommeren, får Troy nye muligheder for at starte I et rigtig godt kollegium, og let få et basketball Stipendium, men dette forårsager jalousi i hans bedste ven, Chad Danforth, og Gabriella begynder at bekymre sig, over at han har glemt sine venner.
- Vanessa Hudgens som Gabriella Montez, er den kvindelige protagonist. Hun er medlem i East High School Fysik hold og er kærester med Troy Bolton. Hun arbejder som livredder hos Lava Springs.
- Ashley Tisdale som Sharpay Evans, er antagonist i denne film. Hun planlægger om at bruge tiden i sommerferie på slappe af i sin forældres country klub, Lava Springs. Hun er meget forelsket i Troy Bolton og prøver altid at stjæle ham fra Gabriella.

## Handling
Det er sommerferie og alle wildcats leder efter et sommerjob. De får et job ved Lava Springs Country Club som Sharpay og Ryans forældre ejer. Da Sharpay finder ud af at selveste Gabriella Montez og de andre wildcats, og ikke bare Troy, skal arbejde der sætter hun sig i hovedet at få Troy for sig selv. Ryan opdager at han ikke vil være 'Sharpays tjener' mere, men at han vil være fri. Sharpay fortsætter sin 'mission', at skille Gabriella og Troy ad. Og det lykkedes næsten. Men til sidst siger Troy stop og går ind og siger undskyld til sine venner.

## Sange
Nedenfor følger en oversigt over de sange, der fremføres i filmen:
| Nr. | Navn                              | Sangskriver                       | Sangere                         | Varighed |
| --- | --------------------------------- | --------------------------------- | ------------------------------- | -------- |
| 1   | What time is it?                  | Matthew Gerrard and Robbie Nevil  | Alle                            | 3:18     |
| 2   | Fabulous                          | David Lawrence and Faye Greenberg | Ashley Tisdale og Lucas Grabeel | 2:27     |
| 3   | Work This Out                     | Randy Petersen and Kevin Quinn    | Alle                            | 3:03     |
| 4   | You Are the Music In Me           | Jamie Houston                     | Zac Efron & Vanessa Hudgens     | 3:26     |
| 5   | I Don't Dance                     | Matthew Gerrard and Robbie Nevil  | Lucas Grabeel & Corbin Bleu     | 3:37     |
| 6   | You Are the Music In Me (Reprise) | Jamie Houston                     | Ashley Tisdale & Zac Efron      | 2:27     |
| 7   | Gotta Go My Own Way               | Andy Dodd and Adam Watts          | Vanessa Hudgens                 | 3:42     |
| 8   | Bet On It                         | Antonina Armato and Tim James     | Zac Efron                       | 3:16     |
| 9   | Everyday                          | Jamie Houston                     | Zac Efron & Vanessa Hudgens     | 4:38     |
| 10  | All for one                       | Matthew Gerrard and Robbie Nevil  | Alle                            | 4:13     |

## Soundtrack
Se High School Musical 2 Soundtrack

## Produktion
Zac Efron har bekræftet at hans stemme ikke bliver mixet sammen med  Drew Seeley, som den var i den første film.
I starten af 2007 havde Ashley Tisdale, Corbin Bleu, og Vanessa Hudgens allerede skrevet under på kontrakten om at være med i filmen. 
Disney Chanel reklamerede om at man kunne være med til at bestemme hvilke ting der skulle være med i filmen. F.eks. kunne man stemme om hvem der skulle være med i filmen fra Hannah Montana (serien). Mange af disse krav blev opfyldt:
- På Frk. Darbuses table stod der "Turn off your cellphones." (sluk for jeres mobiler)
- På en af Chads T-shirts står der: "I Majored in Vacation."
- Troy lavede sandwich med peanut smør og syltetøj til hans picnic date med Gabriella.
- Sharpays golfbil var fyldt med skønhedsprodukter.
- Miley Cyrus fra Hannah Montana gæsteoptrådte i filmen. Hun er en af danserne ved poolen ved slutningen af "All for One" sangen. Hun var iført en gul top og en blomst i sit hår. Hendes dansepartner var en af filmens koreografer Charles Klapow.

Den 18. februar begyndte skuespillerne at øve sig i St. George og Salt Lake City, Utah.
Den 6. marts, begyndte de at filme nogle af de første scener af filmen i Salt Lake City, Utah på East High School. Fire dage efter tog de til  St. George, Utah hvor de begyndte at filme resten af filmen som var 3/4 af filmen..
De var færdige med at filme den 16. april 2007.

## Links
- High School Musical 2 på Internet Movie Database (engelsk)
- High School Musical 2 på Filmdatabasen
- High School Musical 2 på Scope
- High School Musical 2 i Svensk Filmdatabas (svensk)
- High School Musical 2 på AlloCiné (fransk)
- High School Musical 2 på MovieMeter (nederlandsk)
- High School Musical 2 på AllMovie (engelsk)
- High School Musical 2 på The Movie Database (engelsk)
- High School Musical 2 på Rotten Tomatoes (engelsk)
- High School Musical 2 på Metacritic (engelsk)

1. ↑  Navnet er anført på kinesisk og stammer fra Wikidata hvor navnet endnu ikke findes på dansk.